# 袴田裕太郎
袴田 裕太郎（はかまた ゆうたろう、1996年6月24日 - ）は、静岡県浜松市中央区出身のプロサッカー選手。Jリーグ・ロアッソ熊本所属。ポジションはディフェンダー。

## 経歴
中学時代はジュビロ磐田U-15でプレー。同期には松原后、石田崚真、大石竜平がいた。中学卒業後、U-18には昇格せず松原と共に浜松開誠館高校に進学した。高校卒業後は明治大学に進学し同校サッカー部でプレー。2018年には総理大臣杯優勝を果たした。
2019年シーズンより横浜FCに加入。3月30日、J2第6節のアウェー・ツエーゲン金沢戦でスタメン出場しプロデビュー。2021年3月21日、J1第6節の徳島ヴォルティス戦でプロ初ゴールを決めた。
2021年12月23日、かつてアカデミーに在籍していたジュビロ磐田に完全移籍で加入することが発表された。
2022年7月24日、大宮アルディージャへ期限付き移籍加入することが発表された。厳しいチーム状況での加入となったが、左CBとしてビルドアップでチームに貢献、盾で殴れる選手としてセットプレー時には無類の強さを見せ、自己最多となる4得点を記録し、大宮のJ2残留の立役者となった。
2023シーズンからは完全移籍に移行。副キャプテンに任命され、多くの試合でキャプテンマークを巻いた。第39節藤枝戦では1-2の状況から89分と90+6分に同点、逆転ゴールを挙げ残留に望みをつなぐ4連勝に貢献したが、チームはJ3降格となった。
2023年12月22日、東京ヴェルディへの完全移籍が発表された。
2024年12月30日、ロアッソ熊本への期限付き移籍が発表された。

## 人物
- 2021年8月、フジテレビの番組『テラスハウス』に出演していた田中優衣との入籍を発表[8]。

## 所属クラブ
- 2003年 - 2008年 白脇SSS（浜松市立白脇小学校）
- 2009年 - 2011年 ジュビロ磐田U-15（浜松市立南部中学校）
- 2012年 - 2014年 浜松開誠館高等学校
- 2015年 - 2018年 明治大学
- 2019年 - 2021年  横浜FC
- 2022年  ジュビロ磐田
  - 2022年7月 - 同年12月  大宮アルディージャ（期限付き移籍）
- 2023年  大宮アルディージャ
- 2024年 -  東京ヴェルディ
  - 2025年 -  ロアッソ熊本（期限付き移籍）

## 個人成績
| 国内大会個人成績 | 国内大会個人成績 | 国内大会個人成績 | 国内大会個人成績 | 国内大会個人成績 | 国内大会個人成績 | 国内大会個人成績 | 国内大会個人成績 | 国内大会個人成績 | 国内大会個人成績 | 国内大会個人成績 | 国内大会個人成績 |
| 年度             | クラブ           | 背番号           | リーグ           | リーグ戦         | リーグ戦         | リーグ杯         | リーグ杯         | オープン杯       | オープン杯       | 期間通算         | 期間通算         |
| 年度             | クラブ           | 背番号           | リーグ           | 出場             | 得点             | 出場             | 得点             | 出場             | 得点             | 出場             | 得点             |
| 日本             | 日本             | 日本             | 日本             | リーグ戦         | リーグ戦         | リーグ杯         | リーグ杯         | 天皇杯           | 天皇杯           | 期間通算         | 期間通算         |
| ---------------- | ---------------- | ---------------- | ---------------- | ---------------- | ---------------- | ---------------- | ---------------- | ---------------- | ---------------- | ---------------- | ---------------- |
| 2019             | 横浜FC           | 26               | J2               | 14               | 0                | -                | -                | 2                | 0                | 16               | 0                |
| 2020             | 横浜FC           | 26               | J1               | 27               | 0                | 0                | 0                | -                | -                | 27               | 0                |
| 2021             | 横浜FC           | 3                | J1               | 28               | 2                | 4                | 0                | 0                | 0                | 32               | 2                |
| 2022             | 磐田             | 26               | J1               | 2                | 0                | 4                | 0                | 3                | 0                | 9                | 0                |
| 2022             | 大宮             | 25               | J2               | 14               | 4                | -                | -                | -                | -                | 14               | 4                |
| 2023             | 大宮             | 25               | J2               | 32               | 3                | -                | -                | 0                | 0                | 32               | 3                |
| 2024             | 東京V            | 26               | J1               | 6                | 0                | 1                | 0                | 1                | 2                | 8                | 2                |
| 通算             | 日本             | 日本             | J1               | 63               | 2                | 9                | 0                | 4                | 2                | 76               | 4                |
| 通算             | 日本             | 日本             | J2               | 60               | 7                | -                | -                | 2                | 0                | 62               | 7                |
| 総通算           | 総通算           | 総通算           | 総通算           | 123              | 9                | 9                | 0                | 6                | 2                | 138              | 11               |

## タイトル

### クラブ
明治大学
- 総理大臣杯全日本大学サッカートーナメント（2018年）

## 代表歴
- 2014年 静岡県高校選抜
- 2018年 関東大学選抜